# 아시아리그 아이스하키
아시아리그 아이스하키(Asia League Ice Hockey, ALH)는 대한민국과 일본, 러시아 등의 동북아시아 지역을 기반으로 한 프로 아이스하키 리그이다. 리그 사무국은 일본 도쿄에 두고 있다. 매년 정규 시즌과 플레이오프에서 새 우승팀이 챔피언쉽 트로피를 차지한다.
아시아리그는 일본 아이스하키의 대중적 인지도 감소와 대한민국 아이스하키 팀들의 대량 해체로 말미암아 2003년에 아이스하키와 선수들의 기량을 발전시킬 목적으로 두 국가의 다섯팀에 의해 설립되었다. 이후 확장 및 통폐합을 거쳐 현재 6개 팀이 참여하고 있다.
아시아리그에 참여하는 팀들은 대부분 해당 국가의 출신 선수들로 이루어져있으나, 리그의 수준을 높이고 선수들을 경쟁시키기 위해 제한된 수의 외국인 선수 기용을 허가하고 있다.

## 역사

### 리그 창설 이전
대한민국과 일본, 중국에는 각각의 아이스하키 리그가 있었다. 대한민국은 1990년대에 실업팀이 4개팀까지 늘어나면서 아이스하키 리그가 활성화되는 듯 했지만, 1998년에 외환위기가 찾아오면서 리그가 위축되기 시작했다. 1998년에 실업 1호팀인 석탑건설이 해체된 것을 시작으로, 2003년 초 리그 종료 이후에 남은 3팀 중 2팀(동원 드림스, 현대 오일뱅커스)마저 해체되고 말았다. 대한민국에 남은 유일한 실업 아이스하키 팀인 한라위니아마저도 존폐 위기에 몰린 상황이었다.
이때 일본의 아이스하키 리그 사정도 좋지 못했다. 일본 아이스하키 리그는 1970년대부터 2000년대까지 6팀 체제를 유지해 왔었지만, 2002년과 2003년에 잇달아 팀이 하나씩 해체되면서 불과 4팀(닛폰제지, 오지제지, 닛코, 고쿠보)밖에 남지 않은데다가 리그의 인기마저 사그라지고 있었다. 이와같이 대한민국과 일본의 아이스하키계가 위기를 맞이하게 되자, 예전부터 일본 아이스하키 팀과 활발한 교류를 해왔던 한라위니아는 일본과 함께 아시아리그를 창설할 계획을 세웠다. 그리고 2003년 말에 한·일 아이스하키 리그가 열렸다. 이 리그가 열렸던 2003년은 아시아리그의 원년이 되었다.

### 리그 창설 후

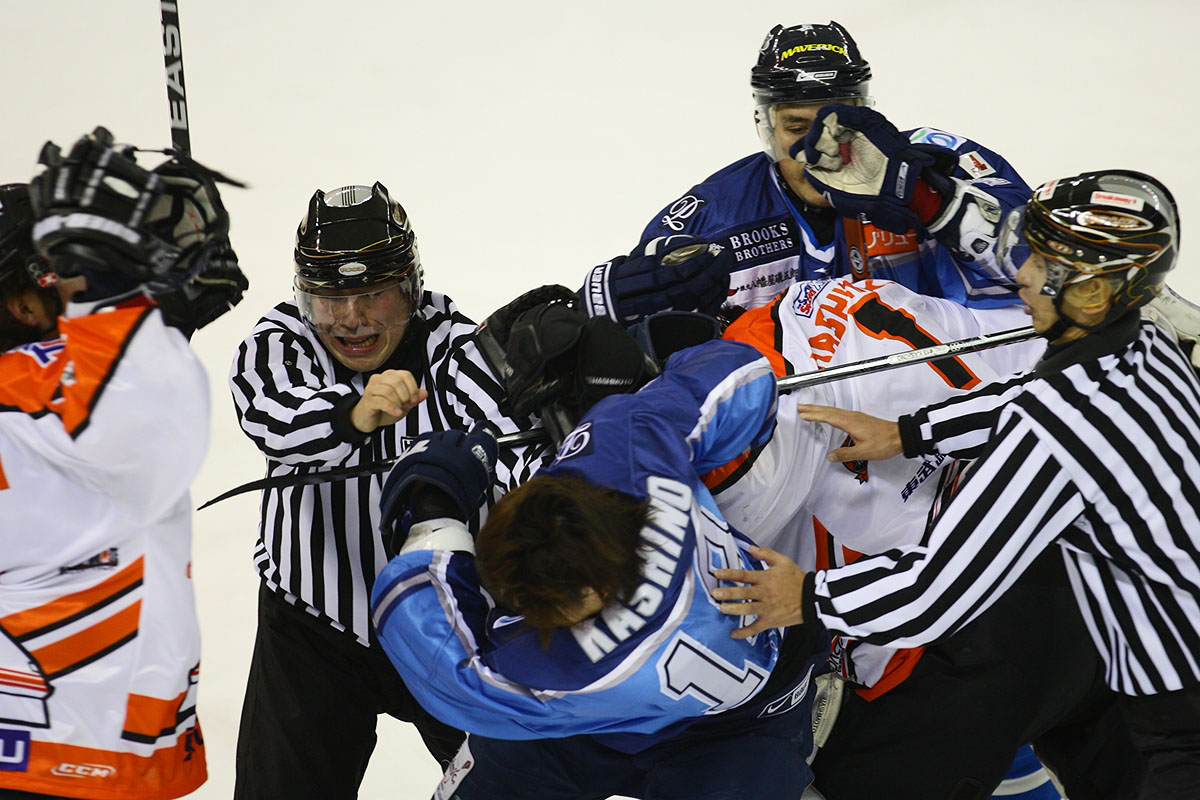
2009년 경기 중 싸움을 말리는 심판진, 도쿄

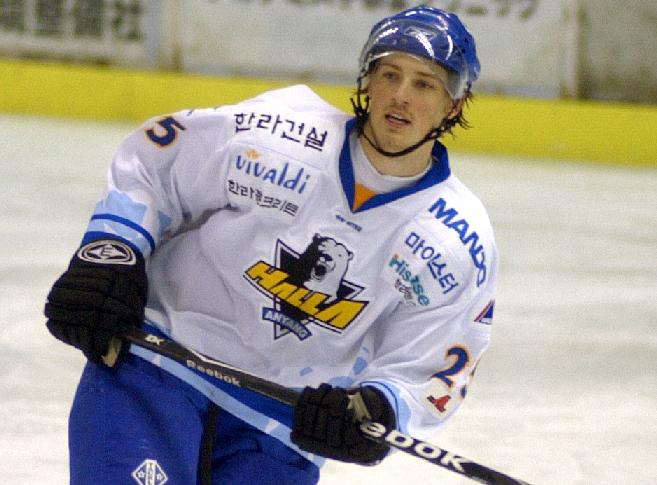
안양 한라 소속의 브락 라던스키 선수

시즌 첫 해인 2003-04년 시즌은 11월부터 다음해 2월까지 약 2달 일정으로 열렸다. 이해까지 대한민국과 일본의 국내 리그가 정상적으로 운영되었고, 한·일 아이스하키 리그에 참가중인 팀들도 국내 리그에 참가하고 있었기 때문에 짧은 경기 일정으로 치러졌다. 2회대회때부터는 약 6개월에 달하는 경기 일정이 잡히고, 중국의 2개 팀, 치치하얼, 하얼빈과 러시아팀 골든 아무르가 참가하면서 비로소 동북아시아지역의 국제 리그다운 면모를 갖추게 되었다.
2005년에 리그는 다시 양적으로 성장하는데 성공했다. 러시아 팀인 골든 아무르가 모기업의 실적 악화로 인해 해체되면서 리그에서 탈퇴했지만, 대한민국의 강원랜드와 중국의 노르딕 바이킹스가 리그에 참가하면서 참가팀 개수가 9팀으로 늘어났다.
2006-07 시즌은 전 해와 비교해서 팀들에게 큰 변화가 있었다. 스웨덴 회사 소유의 노르딕 바이킹스가 스폰서를 구하지 못하면서 재정 문제로 리그에서 빠지게 되었다. 그 외에도 남은 중국 팀들인 치치하얼과 하얼빈은 스폰서 문제와 더불어 연고지 이전으로 인해 각각 팀 이름을 후아오와 하오샤로 바꾸었고, 일본 팀인 고쿠도는 모기업이 세이부와 경영 통합을 하면서 팀 이름이 세이부 프린스 레빗츠로 변경되었다.
2007-08 시즌에서 다시 팀 수에 변화가 생겼다. 중국 연고의 하오샤가 후아오를 흡수하는 방식으로 중국 연고 팀을 단일화하면서, 리그에 참가하는 팀 숫자가 7개 팀으로 줄어들었다. 그리고 이 팀이 NHL의 팀인 산호세 샤크스에서 선수들과 스태프들을 파견받게 되면서 팀 이름은 산호세 샤크스의 이름을 따서 '차이나 샤크스'로 지어졌다. 그리고 이 해에 대한민국의 강원랜드 팀은 하이원리조트 라는 이름으로 사명 변경과 함께 팀 이름을 회사 사명과 똑같이 하이원(High1)으로 바꾸었다.
2009-10 시즌이 열리기 전에 몇몇 팀에 변화가 있었다. 일본의 세이부 프린스 레빗츠가 팀 재정 문제로 인해 리그에서 탈퇴했다. 하지만 새로운 일본 팀인 도호쿠 프리 블레이즈가 창단되면서 기존의 7팀 진용을 계속 유지할 수 있게 되었다. 그리고 NHL의 산호세 샤크스가 중국아이스하키협회와 운영 문제를 놓고 갈등을 빚다가 결국 차이나 샤크스와의 제휴 관계를 해지했다. 이로 인해 차이나 샤크스는 차이나 드래곤으로 팀 이름을 변경했다.
2010-11 시즌은 참가팀의 변화 없이 7팀으로 시즌이 진행되었다. 하지만 안양 한라와 도호쿠 프리 블레이즈의 결승전을 앞두고 일어난 2011년 도호쿠 지방 태평양 해역 지진으로 인해 결승전이 무기한 연기되었고, 아시아리그 사무국은 두 팀의 공동우승을 최종 결정하였다.
2013년 대명 상무팀이 창단과 함께 리그에 참여하여 2013-14 시즌부터 8팀으로 늘어났다.
PSC 사할린이 2014-15 시즌부터 리그에 참여하며, 2004-05 시즌의 골든 아무르팀 이후 아시아리그 아이스하키에 러시아 국적 팀이 재합류하였다. 이에 따라 리그 전체 참가 팀은 9개로 늘었다.
2016년 5월 대명 상무팀을 후원하던 대명그룹이 자체적인 아이스하키팀을 창설하기로 결정하면서 아시아리그 아이스하키에 참여할 예정이다. 이에 후원사가 사라진 대명 상무의 아시아리그 잔류가 불투명해졌다.

## 경기
아시아리그 아이스하키의 정규 경기는 총 60분간 진행된다. 이는 20분씩 3개의 피리어드로 나뉘우며 각각 15분간 휴식시간을 갖는다. 내셔널 하키 리그(NHL)와 달리 경기에 참여하는 팀이 방송사와 계약을 맺은 상태이여도 TV 광고를 위한 휴식시간은 인정되지 않는다. 60분 경기 시간이 종료되기 전까지 가장 많은 득점을 한 팀이 우승한다. 정규 경기 시간이 종료되었음에도 동점인 경우 5분간의 연장전 즉 오버타임(OT)을 갖는다. 오버타임에서 득점이 없을 경우 슛아웃(SO)으로 우승팀을 가린다.
정규 시즌이 끝난 후 누적 승점 순으로 상위 3팀은 플레이오프에 진출하며 4위와 5위팀은 3전 2선승제 경기를 통해 플레이오프 준결승 진출 팀을 결정한다. 플레이오프는 5전 3선승제로 진행된다.

## 수상

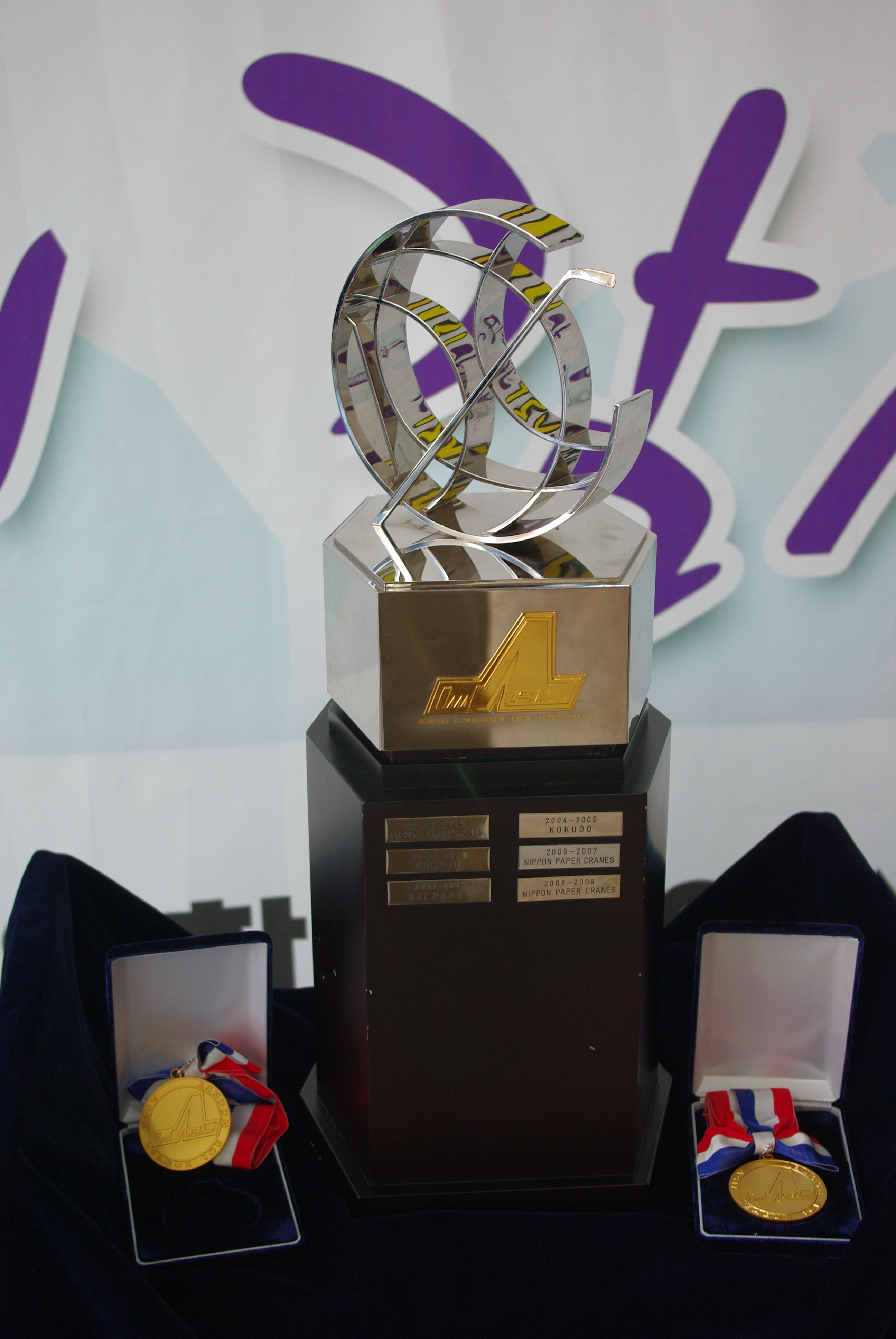
챔피언 트로피와 우승 팀 선수들에게 수여되는 금메달

아시아리그 아이스하키는 각 시즌이 끝난 후 챔피언 트로피를 비롯 각 분야별로 최고의 성적을 낸 선수들에게 수상을 한다.
- 최우수 선수상 (MVP)
- 최우수 신인 선수상
- 최고의 골텐더상
- 최고의 공격적 수비수상
- 최고의 수비적 수비수상
- 최고의 공격적 공격수상
- 최고의 수비적 공격수상
- 최고의 플레이메이킹 공격수상
- 최고의 하키 연고지상
- 최다골상
- 최다어시스트상
- 최다득점상
- 최고의 골텐더 방어율상